# Graffiti en Palestine
 (avril 2015).
Si vous disposez d'ouvrages ou d'articles de référence ou si vous connaissez des sites web de qualité traitant du thème abordé ici, merci de compléter l'article en donnant les références utiles à sa vérifiabilité et en les liant à la section « Notes et références ».
En Palestine, dans les territoires occupés et dans les camps de réfugiés de Jordanie, de Syrie et du Liban, les graffiti, présents depuis le début de la résistance palestinienne, sont d'une extrême diversité : griffonnage informel, slogans rapidement dessinés, calligraphie soignée ou fresques murales colorées.

## Descriptions
Les sujets abordés sont aussi variés : écrits politiques, religieux ou poétiques avec notamment les vers de zajal (forme de poésie arabe populaire). 
Les murs peuvent aussi servir aux habitants et aux professionnels pour commémorer des fêtes religieuses, pour accueillir des pèlerins de retour de La Mecque ou pour féliciter des jeunes mariés. De nombreuses fresques mettent en valeur la vie traditionnelle des paysans palestiniens pour exprimer l'unité nationale et la mémoire collective. 
Les motifs les plus souvent reproduits au pochoir sont la mosquée Al-Aqsa de Jérusalem et la Kaaba de La Mecque, notamment dans le quartier musulman de la vieille ville de Jérusalem. Pour la majorité des habitants de Gaza et de Cisjordanie, se rendre sur ces lieux saints restent un vœu pieux. 
Le graffiti a un rôle informationnel aussi important que la presse écrite. 
Les graffeurs ont des lieux de prédilection. S'ils ont investi les endroits sûrs car ils peuvent œuvrer plus librement, ils n'hésitent pas à s'aventurer dans des endroits plus dangereux comme les bâtiments du quartier général israélien, les postes militaires, les véhicules israéliens, les boutiques sur lesquelles sont peints des avertissements pour faire respecter les directives. Ils apprécient aussi de réaliser leurs œuvres dans des endroits densément peuplés pour maximiser l'impact de leurs messages sur la population. 
Le graffiti palestinien présente la singularité d'utiliser des styles calligraphiques arabes traditionnels tandis que les autres graffitis arabes sont majoritairement inspiré par le graffiti occidental. 

## Représentations
Hanzala est un personnage emblématique créé par le dessinateur palestinien Naji al-Ali. Il s'agit d'un petit réfugié, pieds nus, déguenillé représenté de dos. 
Le Fatah, le Hamas, le Jihad islamique utilisent le graffiti pour célébrer leurs martyrs en inscrivant leurs noms tracés sur les murs au pinceau ou reproduits au pochoir et pour diffuser leurs messages politiques. 
L'intifada a été la période pendant laquelle les graffitis se sont multipliés en Palestine en raison de la rapidité de diffusion du message. Les techniques artistiques se sont particulièrement affinées. Aux gribouillis rapides du début se sont substituées de réelles œuvres artistiques par la suite. Les graffeurs de Gaza ont contribué à cette évolution artistique. Chaque faction politique ou religieuse permet aux graffeurs palestiniens de suivre une formation à la calligraphie arabe avant de pouvoir réaliser des œuvres murales. La concurrence entre le Fatah et le Hamas a créé une émulation forte entre les graffeurs de Gaza. 
Les graffiti de Gaza essentiellement politiques et religieux ont été dessinés par des habitants et des combattants. Aucun artiste occidental n'a réussi à entrer dans Gaza. 

## Censure
Les graffiti ont fait l'objet de censure aussi bien par les israéliens que par les factions palestiniennes. Ainsi, après les accords d'Oslo et le processus de paix, le Fatah a fait nettoyer les rues et le Hamas a interdit les portraits des martyrs pour mettre fin à l'idolâtrie. Le Hamas exerce un pouvoir de contrôle sur la présence ou la suppression des graffitis et le Fatah a imposé des graffiti sans portée politique. 
En Cisjordanie, la situation est différente. L'actualité locale et internationale est particulièrement évoquée. Le mur de séparation et les rues sont régulièrement investis par les graffeurs palestiniens et internationaux. Pourtant, les palestiniens ne soutiennent pas ce type d'intervention. Selon eux, ces graffiti contribuent à embellir un mur qui doit rester visuellement une monstruosité. Les graffeurs peuvent seulement dessiner sur le côté palestinien car du côté israélien, le mur est longé par une clôture de barbelés qui est sous surveillance constante. Les soldats israéliens qui patrouillent du côté palestinien laissent faire les graffeurs qui interviennent. 
L'UNRWA (Office de secours et de travaux des Nations unies pour les réfugiés de Palestine) en coopération avec des graffeurs essentiellement palestiniens proposent des ateliers de graffiti et des projets liés à la peinture murale pour les enfants et les artistes des camps de réfugiés. 